# البراقة (يهر)

تعديل مصدري - تعديل

البراقة هي إحدى قرى عزلة يهر بمديرية يهر التابعة لمحافظة لحج، بلغ تعداد سكانها 54 نسمة حسب تعداد اليمن لعام 2004.